# Аніта Аугспург
Аніта Аугспург (нім. Anita Augspurg; 22 вересня 1857, Ферден-ан-дер-Аллер, Німеччина — 20 грудня 1943, Цюрих, Швейцарія) — німецька юристка, пацифістка, радикальна лесбійська феміністка, акторка, письменниця та редакторка.

## Життєпис
П'ята дочка адвоката, в юності працювала в адвокатській конторі батька. У Берліні здобула спеціальність викладачки середніх класів для дівчаток і одночасно брала уроки акторської майстерності. Від 1881 до 1882 року працювала в театрі «Ансамбль Майнінген» і взяла участь у турах Німеччиною, Нідерландами та Литвою. Її бабуся по материнській лінії, яка померла 1887 року, залишила їй значний спадок, який зробив її фінансово незалежною.
Після 5 років роботи акторкою переїхала зі своєю подругою Софі Гоудштікер до Мюнхена, де 1887 року вони спільно відкрили фотостудію «Хофательє Ельвіра». Вони носили коротке волосся, нетрадиційний одяг і вели громадську роботу на підтримку звільнення жінок та обстоювали їх вільний спосіб життя. Через своє ексцентричне життя Аугспург зазнавала особистих нападок від антифеміністів частіше, ніж інші діячки руху за права жінок. Проте контакти, налагоджені через фотостудію та театри в Мюнхені, швидко зробили її відомою, і зрештою її представили баварській королівській родині.
До 1890 року брала активну участь у русі німецьких жінок і виступала ораторкою. Відстоювання ідеї захисту прав жінок підштовхнуло її до здобуття вищої юридичної освіти. Аугспург вирушила вчитися до Цюрихського університету, оскільки жінки в Німеччині, як і раніше, не мали рівного доступу до університетської освіти. Разом із Розою Люксембург, з якою вона товаришувала, була однією із засновниць Міжнародної асоціації студентів. 1897 року закінчила університет із докторським ступенем і стала першою доктором права Німецької імперії. Однак не змогла практикувати як юристка через заборону для жінок займатися такою діяльністю.
Від 1895 року почала співпрацювати в газеті Die Frauenbewegung («Жіночий рух»), де виступала зі статтями, які засуджують дискримінацію жінок. Зокрема, засуджувала соціальне законодавство, описуючи шлюб як форму легалізації проституції. 1896 року взяла участь у Міжнародній конференції зі стану жінок, що відбулася в Берліні, де зустрілася з радикальною феміністкою Лідою Густавою Гейман, яка стала її супутницею до кінця життя.
На рубежі століть розпочала кампанію за закріплення прав жінок у Цивільному кодексі Німеччини. Разом з політичними однодумицями Гелен Штекер, Мінною Кауера та Марі Рашке вимагала змін до інституту шлюбу та сім'ї, що практично не мало наслідків. 1905 року опублікувала сенсаційний відкритий лист, у якому зажадала змін у патріархальному інституті шлюбу, запровадження вільного шлюбу, позбавленого контролю з боку держави. Це витлумачили як заклик до бойкоту шлюбу і викликало обурення, що призвело до її розриву з консервативним жіночими організаціями, які виступали лише за надання жінкам виборчого права. Разом із партнеркою Лідою Густавою Гейман працювала в Раді асоціацій організацій прогресивних жінок. Вони створили асоціацію за жіноче виборче право в Гамбурзі (1902), а потім і в Баварії (1913). Починаючи від 1907 року, співпрацювала в газеті Zeitschrift für Frauenstimmrecht, а від 1919 року — у журналі Die Frau im Staat, де публікувала статті з викладом своїх феміністичних радикальних демократичних і пацифістських позицій.

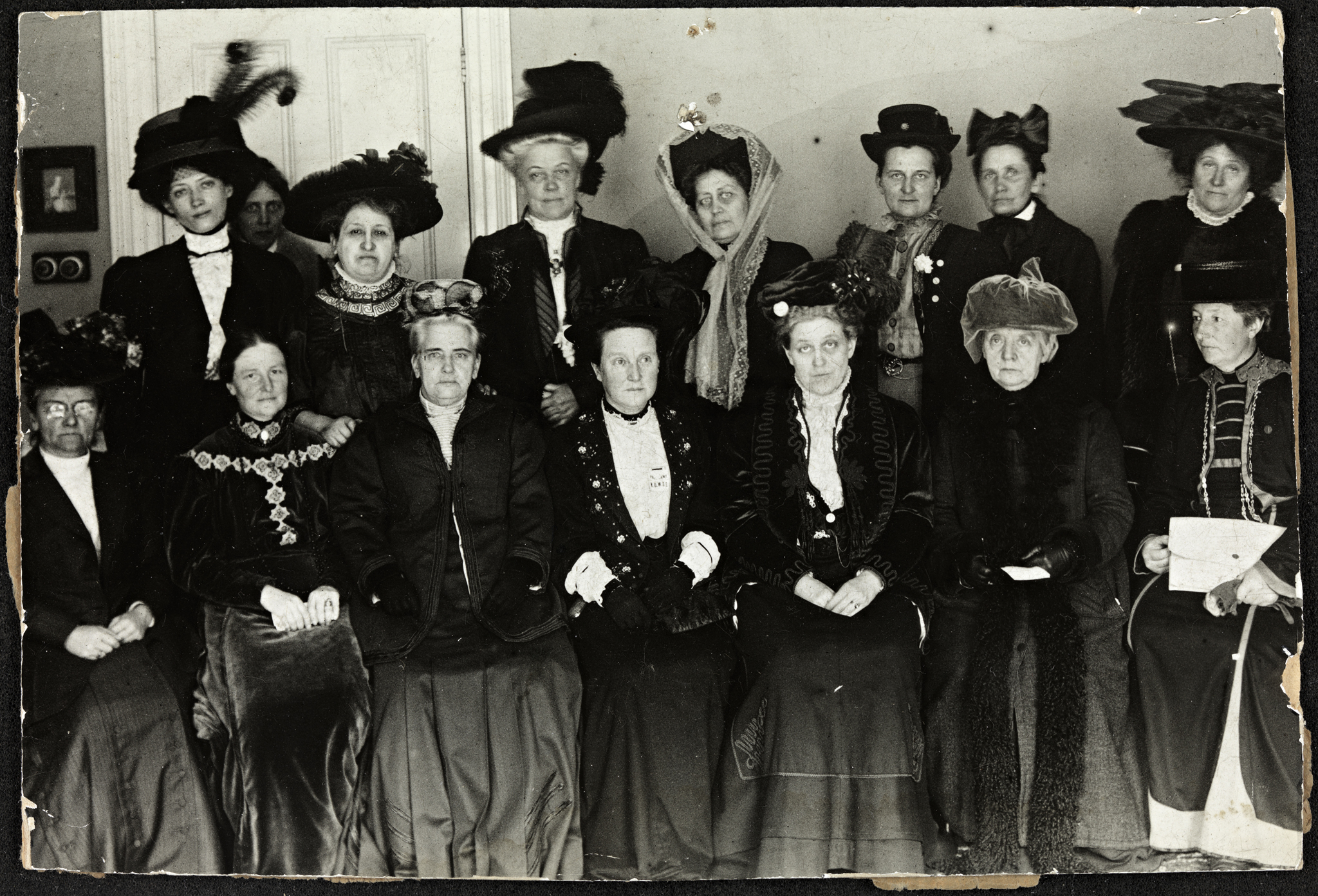
Конгрес Альянсу за виборче право під головуванням Міллісент Фосетт, Лондон, 1909 рік. Верхній ряд зліва: (Данія), (Норвегія), Алетта Якобс (Нідерланди), (Фінляндія), Іванова Зінаїда Сергіївна (Росія), Кете Ширмахер (Німеччина), (Швейцарія), не ідентифікована. Нижній ряд зліва: не ідентифікована, Анна Бугге (Швеція), (США), Міллісент Фосетт (голова, Англія), Керрі Чапмен Кетт (США), (Норвегія), Аніта Аугспург (Німеччина)

Під час Першої світової війни Аугспург та Гейман брали участь у конференції жінок світу та незаконних зібраннях на конспіративних квартирах у Мюнхені. Вони брали участь у створенні Міжнародної жіночої ліги за мир та свободу (IFFF), де Гейман була віцепрезиденткою. На ґрунті спільної боротьби проти війни згладжуються її колишні розбіжності з антивоєнними соціалістками на кшталт Клари Цеткін. Співпрацювала з Куртом Айснером, а після проголошення Веймарської республіки 1918 року в Мюнхені стала членкинею ландтагу Баварії. На наступних виборах брала участь за списками незалежних соціал-демократів, але мандату не отримала.
Як противниця війни, запропонувала форми активного бойкоту. Під час Веймарської республіки займалася юридичною практикою. Проголосила своєю політичною метою перехід від капіталізму до організації матріархату. Продовжувала боротися проти всіх форм дискримінації за ознакою статі та національності, за загальне роззброєння, а також за незалежність усіх націй, пригнічених колоніалізмом, антисемітизму та фашизму, що зароджувався.
1933 року після приходу до влади нацистів разом із Гейман вирушила у вигнання до Південної Америки, а потім повернулися до Європи і оселилися у Швейцарії, в Цюриху. Важливою причиною еміграції став той факт, що вони ще 1923 року потрапили до списку осіб, складеного Міністерством внутрішніх справ Баварії, звинувачуваних у антиурядовій діяльності. Їхнє майно конфіскували, а архів знищили. Померла 1943 року в Цюриху, через кілька місяців після своєї партнерки Гейман. Як і Гейман, похована на цвинтарі Флунтерн у Цюриху.